# Satomi Kubokura
Satomi Kubokura (jap. 久保倉里美 Kubokura Satomi; ur. 27 kwietnia 1982 w Asahikawie na Hokkaido) – japońska lekkoatletka specjalizująca się w biegu na 400 metrów przez płotki.

## Osiągnięcia
- 9 medali mistrzostw Azji
  - Inczon 2005 - brąz w sztafecie 4 x 400 metrów
  - Amman 2007 - złoto na 400 metrów przez płotki oraz srebro w sztafecie 4 x 400 metrów
  - Guangdong 2009 - złoto na 400 metrów przez płotki oraz brąz w sztafecie 4 x 400 metrów
  - Kobe 2011 – złote medale w biegu na 400 metrów przez płotki i sztafecie 4 x 400 metrów
  - Pune 2013 – złoty medal w biegu na 400 metrów przez płotki oraz brąz w sztafecie 4 x 400 metrów
- srebro igrzysk azjatyckich (bieg na 400 metrów przez płotki, Doha 2006)
- brązowy medal igrzysk azjatyckich (bieg na 400 metrów przez płotki, Kanton 2010)
- srebrny medal igrzysk azjatyckich (bieg na 400 metrów przez płotki, Inczon 2014)

W 2008 Kubokura reprezentowała Japonię podczas igrzysk olimpijskich w Pekinie – odpadła w półfinale biegu na 400 metrów przez płotki oraz w eliminacjach biegu sztafet 4 x 400 metrów. W dalszych występach na igrzyskach olimpijskich startowała wyłącznie w biegu na 400 metrów przez płotki, na igrzyskach w Londynie odpadła w półfinale, na igrzyskach w Rio de Janeiro zaś odpadła w eliminacjach.

## Rekordy życiowe
- bieg na 300 metrów – 37,80 (2009) były rekord Japonii[1]
- bieg na 400 metrów przez płotki – 55,34 (2011) rekord Japonii

Kubokura była członkinią japońskiej sztafety 4 x 400 m, która w biegu półfinałowym podczas mistrzostw świata (Osaka 2007) ustanowiła ówczesny rekord kraju – 3:30,17.